# Peixotoa barnebyi
Peixotoa barnebyi är en tvåhjärtbladig växtart som beskrevs av C. Anderson. Peixotoa barnebyi ingår i släktet Peixotoa och familjen Malpighiaceae. Inga underarter finns listade i Catalogue of Life.